# Onthophagus arkoola
Onthophagus arkoola là một loài bọ cánh cứng trong họ Bọ hung (Scarabaeidae).